# Blepharita atlanticum
Blepharita atlanticum là một loài bướm đêm trong họ Noctuidae.